# Staudamm Gepatschspeicher
Staudamm Gepatschspeicher är en dammbyggnad i Österrike. Den ligger i distriktet Landeck och förbundslandet Tyrolen, i den västra delen av landet. Staudamm Gepatschspeicher ligger 1 751 meter över havet.
Närmaste samhälle är Kaunertal, norr om Staudamm Gepatschspeicher.
Trakten runt Staudamm Gepatschspeicher består i huvudsak av skog samt i högre trakter av alpin tundra.